# Campoletis patsuiketorum
Campoletis patsuiketorum är en stekelart som först beskrevs av Henry Lorenz Viereck 1917.  Campoletis patsuiketorum ingår i släktet Campoletis och familjen brokparasitsteklar. Inga underarter finns listade.